# یوروزویا کینوسوکه
یوروزویا کینوسوکه (انگلیسی: Yorozuya Kinnosuke؛ ۲۰ نوامبر ۱۹۳۲ – ۱۰ مارس ۱۹۹۷ (۶۴ سال)) یک هنرپیشه اهل ژاپن بود.